# Robur (vrachtwagen)
Robur is de merknaam van vrachtauto's die van 1957 tot 1991 gebouwd werden door VEB Robur (voorheen Phänomen) in Zittau, Oost-Duitsland, na de Duitse hereniging in Duitsland.

## Geschiedenis
Oorspronkelijk voor de productie van textielmachines werd in 1888 de fabriek Gustav Hiller AG opgericht in het Saksische Zittau. Onder de merknaam Phänomen begon de tweewielerproductie in 1894, die van de driewieler Phänomobil vanaf 1907. Voor de Reichspost werd van 1927 tot 1931 het type 4 RL gebouwd, de eerste Duitse vrachtauto met luchtgekoelde motor, deze werd afgelost door de Granit 25.
Na de totale demontage en onteigening in 1945/1946 begon men met de reparatie van vrachtauto's voor het Rode Leger, in 1948 volgde opname in het Industrieverband Fahrzeugbau als Werk Phänomen Zittau.
Op de Leipziger Frühjahrsmesse in 1948 stelde men de reeds tijdens de oorlog gebouwde Phänomen 1500 S ten toon, in 1949 begon de serieproductie van de Granit 27 met 2 ton laadvermogen. Vanaf 1951 stond naar keuze ook een nieuw ontwikkelde, eveneens luchtgekoelde dieselmotor ter beschikking. Op de Leipziger Herbstmesse in 1953 verscheen de Granit met een gewijzigd uiterlijk, bovendien kreeg de ottomotor een grotere cilinderinhoud en meer vermogen, het nieuwe model ging in 1955 in serie.

## Garant
Na een klacht van de onteigende familie Hiller werd de modelaanduiding van de vrachtauto's op 1 juli 1956 gewijzigd in Garant en de naam van de fabriek op 1 januari 1957 in VEB Robur. De modelserie liep tot 1960.

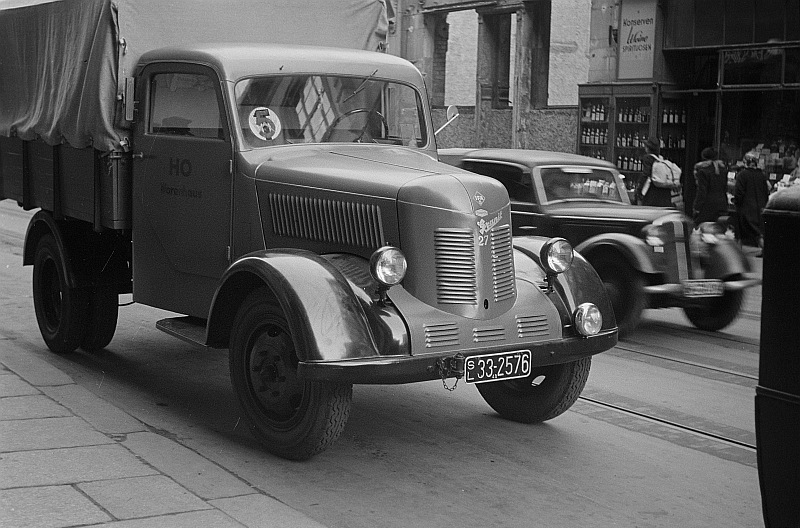
Granit 27
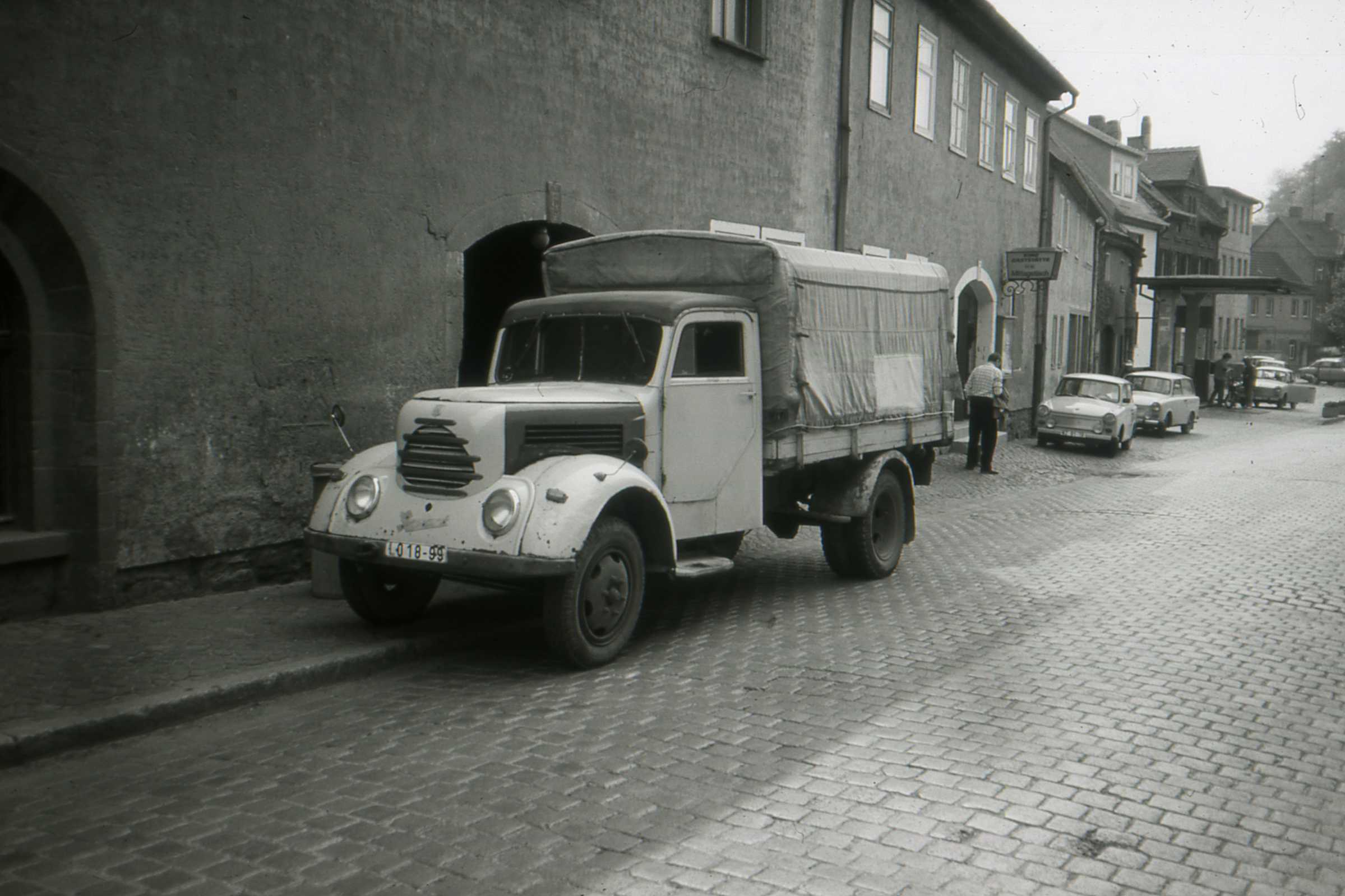
Garant 32

## LO/LD 2500 en 2501
Medio 1957 werd door Robur en de carrosseriefabriek Halle de nieuwe frontstuur-autobus Robur LO 2500 als prototype voorgesteld. Daarvan werden van 1958 tot 1960 slechts zes stuks gebouwd als voorloper van de nieuwe serie frontstuurvrachtauto's. De prototypes hadden reeds de nieuwe opbouwvorm en een gesynchroniseerde vijfversnellingsbak, maar nog het opschrift Garant. Ze waren 30 cm korter dan de latere LO-serie-uitvoering en hadden vier zitplaatsen minder. Twee prototypes hadden de 60 pk motor van de Garant, de andere vier de motor LO4 met 70 pk.
Het eerste persbericht over de prototypes van de nieuwe frontstuur-Robur verscheen in december 1959. De officiële presentatie van de LO 2500 vond plaats op de Leipziger Frühjahrsmesse in 1961. De eerste serie auto's ging naar het leger. Naast de autobus volgde een uitvoering met laadbak en verschillende andere opbouwvarianten, in samenwerking met andere carrosseriefabrikanten werd het aanbod permanent uitgebreid. Met de aanduiding LD 2500 kon vanaf 1963 een dieselmotor besteld worden.
In het voorjaar van 1965 werden onder de aanduiding LO/LD 2501 enkele wijzigingen doorgevoerd, de deuren van de cabine scharnieren dan aan de voorzijde. De motor wordt verder naar voren geplaatst zodat de autobus nu 21 in plaats van 18 zitplaatsen heeft en met een gewijzigd dak werd de stahoogte vergroot tot 1850 mm. Om productietechnische redenen werd de vormgeving van de voorkant vereenvoudigd. In de jaren 1964-1966 leverde Robur 500 modellen met open laadbak en 1000 autobussen van de LO 2500 als complete knocked down-sets aan Indonesië, die in een fabriek in Soerabaja gemonteerd worden.

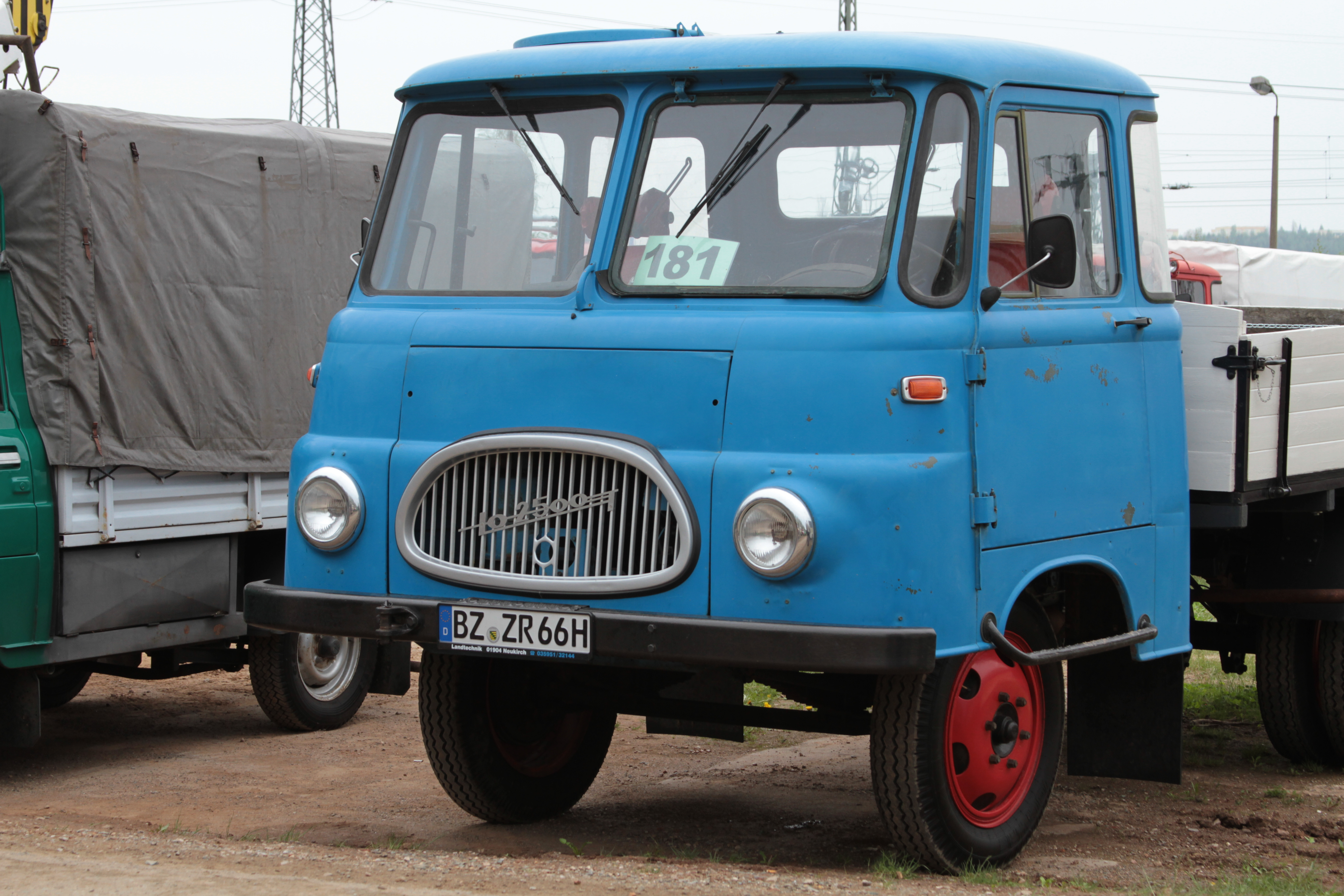
LO 2500
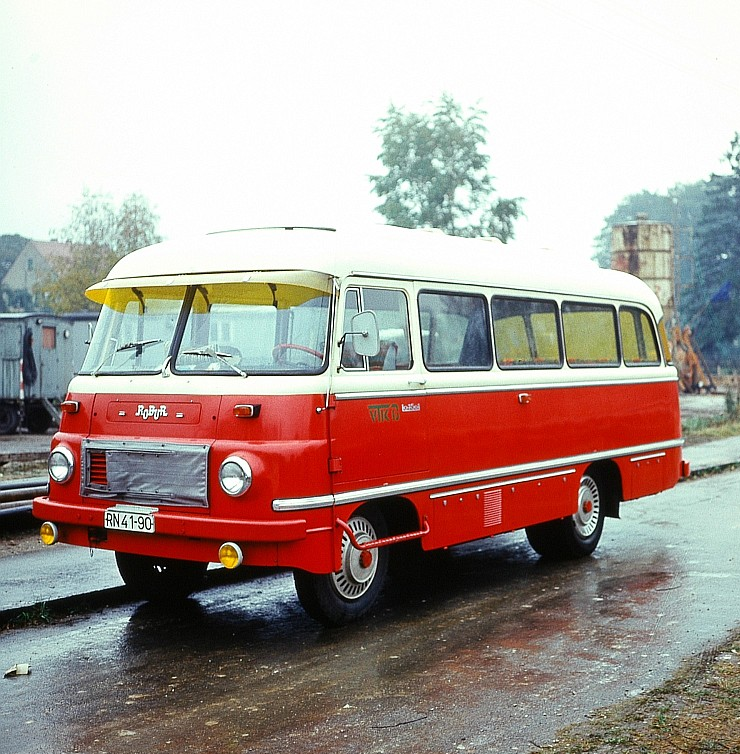
LO 2501 autobus

## LO/LD 3000, 3001 en 3002
De serie LO/LD 3000 bepaalde na de verhoging van het laadvermogen sinds 1974 het Robur-typenprogramma. Andere wijzigingen ten opzichte van het voorgangermodel betroffen onder meer een hoger motorvermogen, gewijzigde stuurinrichting en verbeterde reminrichting.
Van 1972 tot 1979 werd onder de aanduiding O611/D609 een nieuwe vrachtautogeneratie ontwikkeld, parallel aan de Ludwigsfelder IFA L60. De economische problemen in de DDR leidden in 1980 tot het stopzetten van de reeds in gang gezette serieproductievoorbereidingen. In plaats daarvan werden de bekende types opnieuw aangepast. Opnieuw wijzigingen aan de remmen en het onderstel evenals onderrijbeveiliging kenmerkten vanaf 1984 de LO/LD 3001 en 3002, waarbij de laatste voor het eerst kleinere wielen had om de belading te vergemakkelijken.
Reeds in 1978/79 was de naam LD 3001 al eens vergeven aan een nieuw montageproject in Indonesië. Behalve rechts gestuurd zouden deze vrachtauto's ook Deutz-dieselmotoren krijgen, het plan mislukte echter. Bij de LD 3003 zou de verbranding van de dieselmotor omgebouwd worden naar directe inspuiting. De serieproductie was gepland voor 1990/91 maar kwam niet meer tot stand. Nog ongeveer een jaar na de Duitse hereniging produceerde Robur onder de aanduiding LD 3004 verschillende varianten met luchtgekoelde Deutz-motoren.
Van 1950 tot 1990 zijn ongeveer 250.000 Phänomen/Robur-vrachtauto's gebouwd.

LD 3000 autobus
LD 3000
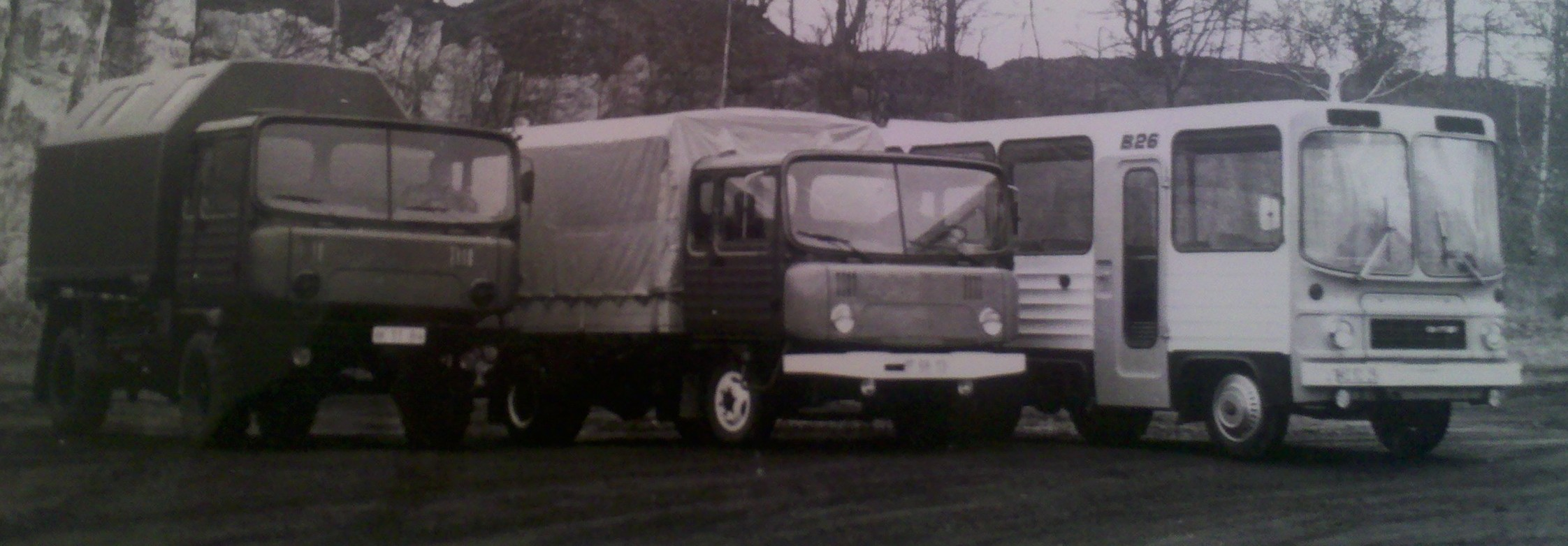
O611/D609 prototypes
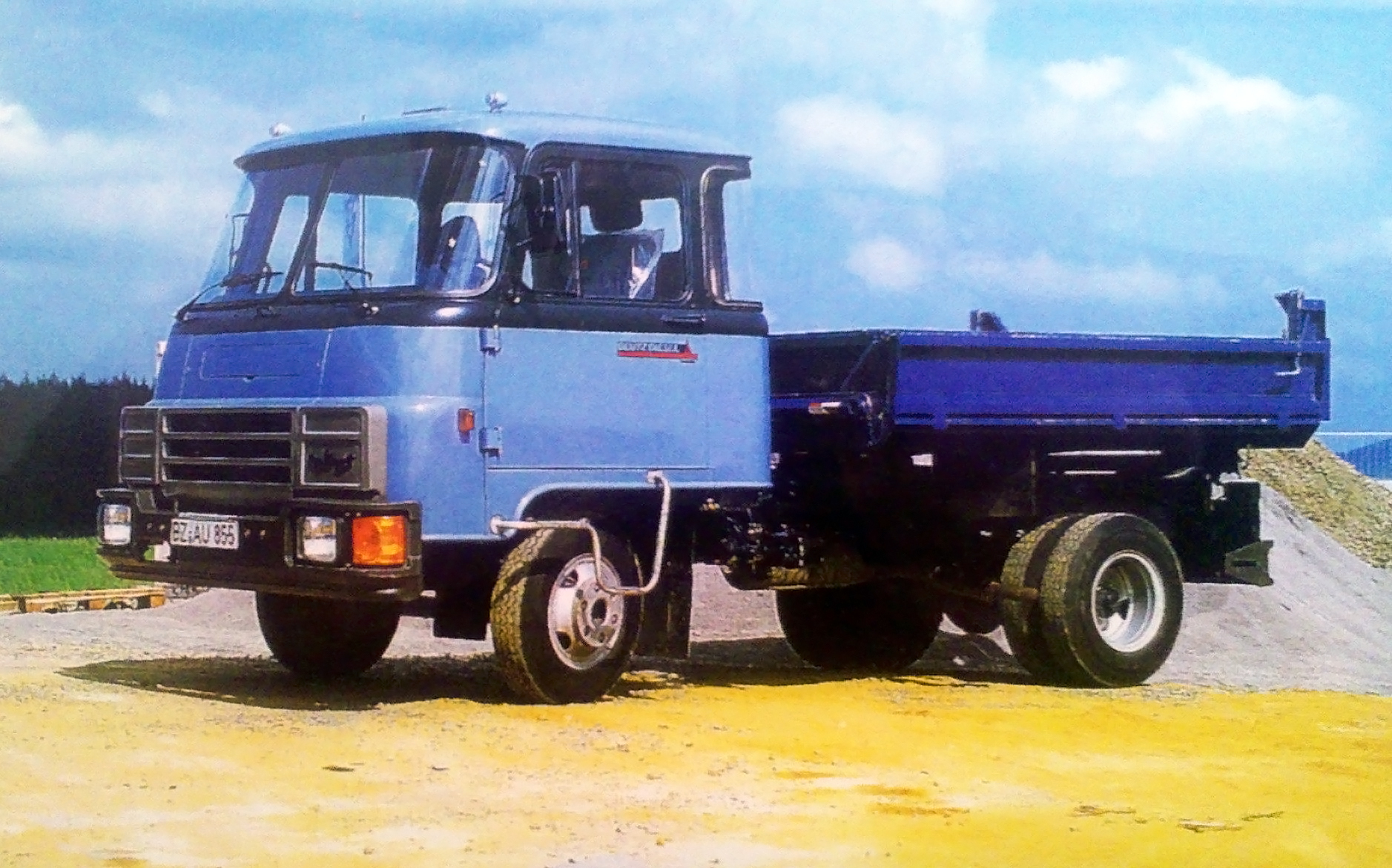
LD 3004

## LO 1800 A, 1801 A, LO/LD 2002A en 2202 A
Reeds bij de Granit- en Garantmodellen maakten leger en politie gebruik van uitvoeringen met vierwielaandrijving. Voor dezelfde klantenkring evenals de brandweer en mijnbouwreddingsdienst bouwde Robur ook de overeenkomstige varianten van de frontstuurseries. Afgezien van de vierwielaandrijving en verschillende speciale inrichtingen kwamen deze technisch overeen met de basisuitvoeringen, echter met een geringer laadvermogen. Dit kwam tot uitdrukking in de typeaanduidingen.
Vooral voor de export naar ontwikkelingslanden werden ook enkele civiele varianten met laadbak-, bus- of ambulanceopbouw aangeboden, deels aangeduid als Safari.

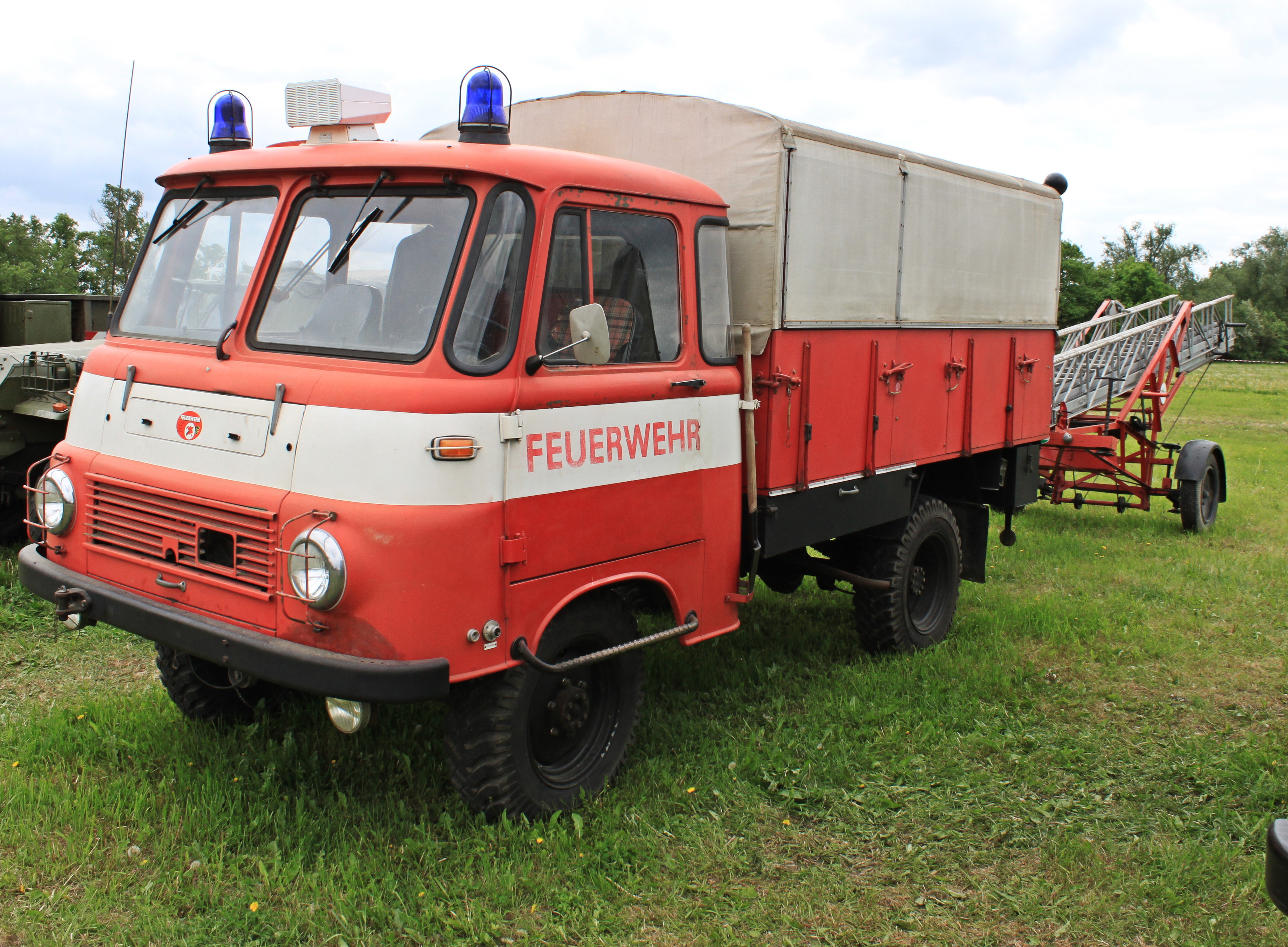
LO 1801 A (brandweer)
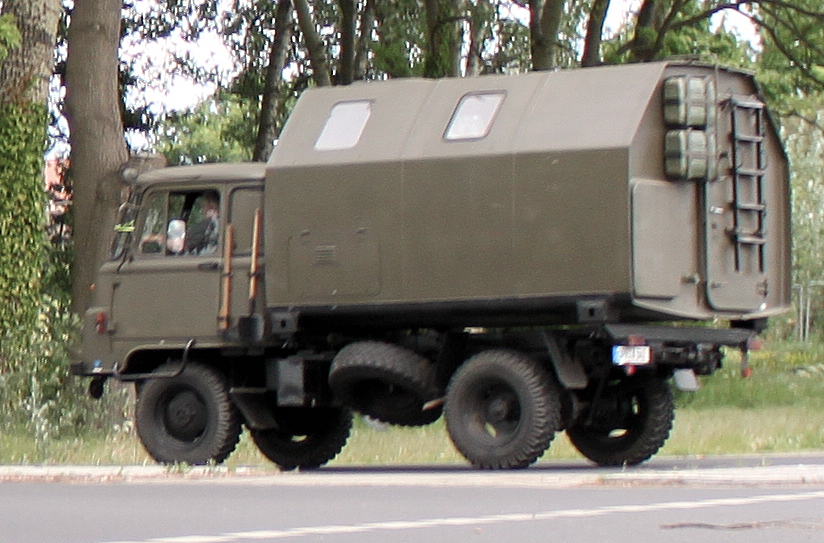
LO 2202 A (leger)
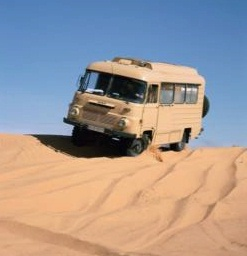
LD 2002 A (civiel)